# Imoh Ezekiel
Imoh Ezekiel (* 24. Oktober 1993 in Lagos) ist ein nigerianischer Fußballspieler.

## Karriere

### Verein
Ezekiel spielte beim 36 Lions FC und wurde Anfang 2012 an den belgischen Verein Standard Lüttich transferiert. Dort gab er sein Debüt am 19. Februar bei einer 2:4-Niederlage gegen den SV Zulte-Waregem. Am 2. Juli 2013 verlängerte Ezekiel seinen Vertrag bis zum Jahr 2017. Zur Saison 2014/15 wechselte er allerdings zum al-Arabi Sports Club nach Katar. Zur Winterpause 2015 wurde er zurück an Standard Lüttich ausgeliehen. Die folgende Saison spielte er leihweise für den RSC Anderlecht und ging dann nach Katar zurück.
Im Sommer 2017 wurde er vom amtierenden türkischen Pokalsieger und Erstligisten Konyaspor verpflichtet. Im Februar 2018 wechselte er zum spanischen Erstligisten UD Las Palmas. Doch schon im folgenden Sommer nahm ihn der KV Kortrijk aus Belgien für zwei Jahre unter Vertrag. Anschließend wechselte Ezekiel weiter zum al-Jazira Club in die UAE Pro League und nach der Meisterschaft 2021 zum Ligarivalen al-Dhafra. Die Spielzeit 2023 verbrachte Ezekiel dann beim Lalitpur City FC in der Nepal Super League und gewann auch dort den Meistertitel. Im März 2024 ging er weiter zum rumänischen Erstligisten UTA Arad.

### Nationalmannschaft
Ezekiel wurde Anfang Februar 2014 erstmals in den Kader der nigerianischen A-Nationalmannschaft berufen. Am 6. März 2014 gab er dann im Testspiel gegen Mexiko (0:0) sein Debüt, als er in der 71. Minute für Victor Moses eingewechselt wurde.
2016 nahm er  mit der U-23-Auswahl Nigerias an den Olympischen Sommerspielen in Rio de Janeiro teil und konnte am Ende den 3. Platz erreichen. Ezekiel kam dabei in allen sechs Turnierspielen zum Einsatz.

## Erfolge
Verein
- Türkischer Superpokalsieger: 2017
- Meister der UAE Pro League: 2021
- Nepalesischer Meister: 2023

Nationalmannschaft
- Bronzemedaille bei den Olympischen Sommerspielen 2016